# Christian Strasser (Journalist)
Christian Strasser (* 4. Mai 1964 in Salzburg) ist ein österreichischer Journalist und Buchautor.

## Leben
Nach Grundschul- und Bundesgymnasiumbesuch in Elixhausen und Salzburg von 1974 bis 1982 und dem Dienst beim österreichischen Bundesheer begann Strasser 1983 das Studium der Rechts-, Politik- und Publizistik/Kommunikationswissenschaft sowie Kultursoziologie an der Universität Salzburg. Schon als Student arbeitete Strasser immer wieder für Tageszeitungen, Magazine, elektronische Medien und Nachrichtenagenturen. 1988 und 1992 schloss er seine Studien erfolgreich mit dem Mag.iur. und Mag.phil. ab.
1988 wurde Strasser im Auftrag von Thomas Klestil – damals leitender Mitarbeiter des Außenministeriums als Folge der Waldheim-Affäre als „Junior Ambassador“ zur Verbesserung von Österreichs Image in die USA entsandt.
Seit 1990 erarbeitete er ca. 12 Buchpublikationen zur Kultur- und Zeitgeschichte, unter anderem eine Biographie über Carl Zuckmayer.
1994 stellten ihn die Salzburger Nachrichten (SN) als Mitarbeiter in die Lokal- und später Wirtschaftsredaktion ein. Ein halbes Jahr später wechselte er ins Verlagsmanagement, als Leiter der Abteilung Sonderbeilagen/Supplements. Seit 2003 arbeitet er als Anzeigenleiter bei der Salzburger Tageszeitung, mit einer Unterbrechung zwischen 2006 und 2009 als Marketingleiter.
Strasser ist Gründer zahlreicher Zeitschriften und Medienprojekte aus dem Hause SN, u. a. des seit mehr als einem Jahrzehnt bestehenden Grenzlandmagazins „Hallo Nachbar!“, der „SN-Wirtschaftsakademie“, „Pure Alps“, „Top 500 – Die besten Unternehmen“", „Pole Position“, der „Leonidas-Sportgala“, des „SN-Karriereforums“ und zahlreicher Internet-Plattformen (joblounge.at, karriereforum.eu etc.).

## Mitgliedschaften und Ämter
Von 1998 bis 2011 war Strasser Präsident des „Marketing Club Salzburg“. Von 1992 bis 2004 gehörte Strasser der „Salzburg-Kommission“ an, ein inoffizielles Expertengremium, das der Beratung der Landesregierung in verschiedenen Fragen diente. 2007 war er Mitgründer und Vizepräsident der AMC (Austrian Marketing Confederation), der österreichweit Vereine mit 1.500 Marketingfachkräften angehören und die mit der European Marketing Confederation in Brüssel assoziiert ist. Weiters ist er Mitglied des P.E.N. und der „Initiative Kulturstadt Salzburg“ (IKS).

## Publikationen

### Monographien
- Film in Salzburg-Salzburg im Film 1945–1989. Eigenverlag, Salzburg 1989.
- The Sound of Klein-Hollywood. Filmproduktion in Salzburg-Salzburg im Film. Österreichischer Kunst- und Kulturverlag, Wien / St. Johann 1993.
- Carl Zuckmayer: Deutsche Künstler im Salzburger Exil (= Schriftenreihe des Forschungsinstitutes für Politisch-Historische Studien der Dr.-Wilfried-Haslauer-Bibliothek. Band 5). Böhlau, Wien / Köln / Weimar 1996, ISBN 3-205-98499-4 (mit einem Vorwort des Schauspielers Leon Askin).
- Carl Zuckmayer 1896–1977. SBW, Henndorf a.W. 1996.
- The Sound of Music Guide 2011. Verlag der Salzburger Nachrichten, Salzburg 2011.
- Location Salzburg: Die schönsten Schauplätze in TV und Kino – The world's most versatile movie locations. Pustet, Salzburg 2013, ISBN 978-3-7025-0695-7.

### Beiträge in Sammelwerken
- Filmstadt Salzburg – oder doch nur abgenutzte Kulisse? In: Kurt Luger: Salzburg – Podium der Filmkultur? Zur Situation von Film und Filmförderung. Informationszentrum der Landeshauptstadt Salzburg, Band 8. Salzburg 1992.
- Tauerngold und Silberwald. Der Nationalpark Hohe Tauern im Film. Tauriska, Neukirchen am Großvenediger 1993.
- mit Peter Schuster, Harald Waitzbauer: Die Kinematographie im Land Salzburg (1895–1938). Die Salzburger Kunstfilm-Industrie AG. Otto von Gruber – Der Pionier der Photogrammetrie. In: Hundert Jahre Film 1895–1995. Salzburger Film- und Fotopioniere. Reihe Salzburger Portraits. Schriftenreihe des Landespressebüros Salzburg. Salzburg 1994.
- Klein-Hollywood aus Schutt und Asche – Film und Kino in Salzburg 1945–1955. In: Salzburg 1945–1955. Zerstörung und Wiederaufbau. Jahresschrift des Salzburger Museums Carolino Augusteum 40/41. Salzburg 1994.
- mit Peter Schuster: Simon Stampfer 1790–1864. Von der Zauberscheibe zum Film. Schriftenreihe des Landespressebüros Salzburg, Nr. 142. Salzburg 1998.
- The Sound of Music – ein unbekannter Welterfolg. Die virtuelle Trapp-Emigrantensaga als globale Kultur-Ikone mit Widersprüchen. The Sounds of Humbug. In: The Sound of Music zwischen Mythos und Marketing. Salzburger Beiträge zur Volkskunde. Salzburg 2000.
- Il salisburghese nel cinema sulla Heimat: una forma die rispecchiamento di politica e societa. In: Antonio Pasinato (Hrsg.): Heimat. Identita regionali nel processo storico. Donzelli Editore, Roma 2000.
- Carl Zuckmayer. In: Salzburger Literatouren. Literarische Wege durch Stadt und Land Salzburg. Der Salzburger Literaturführer. Edition Eizenbergerhof Nr. 22. Salzburg 2001.
- Antisemitismus am Wallersee. In: Robert Kriechbaumer (Hrsg.): Der Geschmack der Vergänglichkeit. Jüdische Sommerfrische in Salzburg. Böhlau, Wien 2002.
- Legenden auf der Leinwand – Stille Nacht in der Filmgeschichte. In: Thomas Hochradner (Hrsg.): Stille Nacht! Heilige Nacht! Zwischen Nostalgie und Realität. Salzburger Studien. Forschungen zur Geschichte, Kunst und Kultur. Band 4. Verlag des Vereins Freunde der Salzburger Geschichte, Salzburg 2002.
- Simon Stampfer in Salzburg. In: Geo Info. Festschrift zum Simon von Stampfer-Symposium. Institute for Geoinformation and Cartography. Vienna Institute of Technology, Wien 2004.
- Das Salzburger Land als Projektionsfläche von Politik und Gesellschaft im Heimatfilm. In: Antonio Pasinato (Hrsg.): Heimatsuche. Regionale Identität im österreichisch-italienischen Alpenraum. Königshausen und Neumann, Würzburg 2004.
- Dein Herz ist meine Heimat. Tiefrotes Herzlglühn im Sentimentalfilm – damals wie heute. In: Salzburger Bauern Kalender 2006. Pustet, Salzburg 2006.
- mit Susanne Rolinek, Gerald Lehner: Im Schatten der Mozartkugel. Reiseführer durch die braune Topografie von Salzburg. Czernin, Wien 2009.
- mit Susanne Rolinek, Gerald Lehner: Im Schatten von Hitlers Heimat. Reiseführer durch die braune Topografie von Oberösterreich. Czernin, Wien 2010.
- Überlebensstrategie Innovation. In: Peter Granig et al.: Zukunftskraft Innovation und Marketing. Heyn, Klagenfurt 2010.
- Die totale Illusion – Film und Kino in Salzburg in der NS-Zeit. In: Peter F. Kramml, Christoph Kühberger (Hrsg.): Inszenierung der Macht. Alltag, Kultur-Propaganda. Die Stadt Salzburg im Nationalsozialismus. Band 2. Schriftenreihe des Archivs der Stadt Salzburg. Salzburg 2011.
- Verdienstmöglichkeiten ausserordentlich gering... Anmerkungen zu den Lebensumständen Carl Zuckmayers im Henndorfer Exil im Spiegel des Haushaltsbuches von Alice Zuckmayer. In: Schriftenreihe des Literaturhauses Henndorf Nr. 02/2011. Henndorf am Wallersee 2011.
- Die gswb und die Geschichte des gemeinnützigen Wohnbaus in Salzburg (1939–2014). In: Christian Wintersteller, Bernhard Kopf (Hrsg.): Hier wohnt Salzburg. Die Geschichte der Gemeinnützigen Salzburger Wohnbaugesellschaft. Verlag Anton Pustet. Salzburg 2014
- Die Großglockner Hochalpenstraße als Filmkulisse. In: Johannes Hörl, Dietmar Schöndorfer (Hrsg.): Die Großglockner Hochalpenstraße. Erbe und Auftrag (= Schriftenreihe des Forschungsinstitutes für politisch-historische Studien der Dr.-Wilfried-Haslauer-Bibliothek. Band 53). Böhlau Verlag, Wien 2015.
- Das ewige Lied von Kaprun. In. Wilhelm Nemetz (Hrsg.): Kaprun und die Kunst. Salzburg Museum. Salzburg 2015
- Verfilmte Salzburg-Literatur. In: Salzburg Museum (Hrsg.): Bischof. Kaiser. Jedermann. 200 Jahre Salzburg bei Österreich. Erzähl mir Salzburg! Begleitband zur Landesausstellung (= Jahresschrift des Salzburg Museum. Band 58/2). Salzburg 2016
- Ein Haus der Emigration. Vor 70 Jahren formierte Carl Zuckmayer den "Henndorfer Kreis". In: Tagebucharchiv. Austria (Hrsg.): Schriftenreihe Wiesmühl. Henndorf/Wallersee Nr. 1/2018.
- Ein Sommer am Wallersee. In: Tagebucharchiv. Austria (Hrsg.): Schriftenreihe Wiesmühl. Henndorf/Wallersee Nr. 2/2018.
- Stille Nacht in der filmischen Interpretation. In: Thomas Hochradner, Michael Neureiter (Hrsg.): Stille Nacht. Das Buch zum Lied. Verlag Anton Pustet. Salzburg 2018
- Cinematic Interpretations of Silent Night. In: Thomas Hochradner, Michael Neureiter (Hrsg.): Silent Night. A Companion to the Song. Verlag Anton Pustet. Salzburg 2018
- Filmgeschichte, Kinos in Salzburg et al. in: Peter Mittermayr, Heinrich Spängler (Hrsg.): Salzburger Kulturlexikon. Jung und Jung Verlag, Salzburg/Wien 2019
- Verlängertes Wohnzimmer mit Erlebnisfaktor - das Salzburger Cafè in Film und Fernsehen. In: Christian Flandera, Urd Vaelske: Café Salzburg. Orte, Menschen, Geschichten. Residenz Verlag. Salzburg 2022
- Lenz im Kurort. In: Andreas Ehrenreich, Iris Laner, Florian Widegger (Hrsg.): Wolfram Paulus. Verlag Filmarchiv Austria, Wien 2023
- Mit Susanne Rolinek, Gerald Lehner: Im Schatten von Hitlers Alpenfestung. Reiseführer in die braune Topografie des Salzkammerguts. Verlag Czernin, Wien 2024.

### Herausgeber
- mit Peter Schatz, Jacky Chan, Li Che: Salzburg and its Music. Compass Travel Guide for China and The Asia-Pacific. New Star Press, Peking 2007.

### Filme
- „Der letzte Tag“ Kurzfilm. Bayerisches Fernsehen. Ö 1984 (Ausgezeichnet mit dem Amateurfilmpreis des Bayerischen Fernsehens)
- „Xenophobia“ Dokumentarspielfilm. Ö 1986.
- „The Sound of Salzburg“ P: ORF Salzburg. Ö 1988.
- "Ein Über-Leben. Marko M. Feingold - Juden in Salzburg". dt./engl. 78 min. Ö 1992.
- „Knight and Day“ Video. Veröffentlicht auf www.tomcruise.com. Ö 2009.
- „Simon S. goes Hollywood“ Regie: Sina Moser. P: Drahtseilfilm. D: Christian Strasser. D 2011.
- „Mit der Kraft der Sonne“  Wirtschaftsfilm. P: Gecko Productions. Buch, Kamera: C. Strasser. Ö 2014.
- „Die Geschichte der gswb“ D: Sophie Hichert, Albert Friedl. P: Gecko Productions. Buch, Co-Regie, Kamera:  C. Strasser. Ö 2014.
- „Pechmarie. The Life of Maria Mandl“ (dt. m. engl. UT) D: Constanze Passin Co-R/P/K: Christian Strasser. Nemada Filmproductions. Ö 2014 Gold Award Winner 2015: International Film Festival Jakarta, Indonesien;[1] Award of Merit – Special Mention 2015: Accolade Global Film Competition San Diego (USA)[2])  Official Selection 2015: Iron Pointe Film Festival (USA), Kinolite International Film Festival St. Petersburg (RU), London Shows International Film Festival (GB), Legends of Hollywood Film Festival (USA), I Filmmaker International Film Festival, Marbella (E), Semi Finalist: Los Angeles CineFest 2016 (USA),  u.v.m.
- "The Sound of Porsche" P: SN MEDIA SERVICE B/P/R: Christian Strasser. D: Dr. Wolfgang Porsche, DI Ferdinand Porsche jr., Ing. Hans-Peter Porsche, Ernst Piech, Dr. Hans Michel Piech, Dr. Helmut Marko, Rudi Lins. Ö 2023

### Als Kurator und Gestalter von Ausstellungen und Filmfestivals
- Film in Salzburg-Salzburg im Film. Salzburg 1989.
- „40 Jahre Tauernkraftwerke Kaprun“. Salzburg und Kaprun 1994. Versammlung des Filmteams und der Schauspieler von „Das Lied von Kaprun“ (1955).
- Salzburg-Schwerpunkt im Rahmen des Filmfestivals „Diagonale“ im Auftrag der Austrian Film Commission mit Stargast Horst Buchholz. Salzburg 1993.
- 100 Jahre Carl Zuckmayer. Henndorf 1996. Hauptverantwortlicher Gestalter der Ausstellung.
- mit Julian Pölsler, Wolfram Paulus: Salzburger Heimatfilm-Festival. Salzburg 2006, 2007.
- "Die Trapp Familie – Realität und „The Sound of Music“. Panorama-Museum im Salzburg-Museum 2011–13. Mitarbeit bei Ausstellungstexten, Zurverfügungstellung von Exponaten und Autor des Ausstellungsführers.
- 50 Jahre „Where Eagles Dare“ (MGM). Sonderausstellung und Dokumentarfilm. Burg Hohenwerfen, Salzburg 2018.
- Landesausstellung "200 Jahre Stille Nacht! Heilige Nacht!" Salzburg 2018. Exponate, Filmstation